# Andrej Gaćina
Andrej Gaćina (ur. 21 maja 1986 w Zadarze) – chorwacki tenisista stołowy. Obecnie zawodnik klubu TTF Liebherr Ochsenhausen. Dwukrotny mistrz Europy, dwukrotny srebrny medalista igrzysk śródziemnomorskich i brązowy medalista mistrzostw Europy juniorów w tenisie stołowym. Wielokrotny reprezentant Chorwacji. Olimpijczyk.
Andrej Gaćina w swojej karierze kilkukrotnie zdobywał medale imprez międzynarodowych. W mistrzostwach Europy dwukrotnie został mistrzem kontynentu. W 2007 roku, wraz z reprezentacją swego kraju, wygrał rywalizację drużynową, a w 2011 roku w parze z Portugalczykiem Marcosem Freitasem zwyciężył w rywalizacji deblowej. W 2009 roku zdobył dwa srebrne medale w igrzyskach śródziemnomorskich – zarówno w rywalizacji indywidualnej, gdzie w finale przegrał z Grekiem Panagiotisem Gkionisem, jak i w rywalizacji deblowej, gdzie występował w parze ze swoim rodakiem Roko Tošiciem. Ponadto w 2004 roku zdobył brązowy medal mistrzostw świata juniorów w grze deblowej.
Andrej Gaćina wziął udział w Letnich Igrzyskach Olimpijskich 2008. W turnieju drużynowym, wraz z reprezentacją swego kraju (Chorwacja wystąpiła w składzie Gaćina, Zoran Primorac i Tan Ruiwu), został sklasyfikowany na 7. pozycji. W maju 2012 roku zakwalifikował się także do udziału w turnieju indywidualnym tenisistów stołowych podczas Letnich Igrzyskach Olimpijskich 2012.